# Хиројуки Танигучи
Хиројуки Танигучи (јап. 谷口 博之; 27. јун 1985) јапански је фудбалер.

## Каријера
Током каријере играо је за Кавасаки Фронтале, Јокохама Ф. Маринос, Кашива Рејсол и Саган Тосу.

## Репрезентација
Са репрезентацијом Јапана наступао је на олимпијским играма 2008.